# Руководство Материнской церкви
Руково́дство Матери́нской це́ркви (англ. Manual of The Mother Church, полностью — Church Manual of The First Church of Christ, Scientist, in Boston, Mass.) — учредительный и регулирующий документ Сайентистской церкви Христа, представляющий из себя свод правил и положений, одобренных Мэри Бейкер-Эдди, основательницей Христианской науки. Руководство претерпело множество изданий при жизни Эдди, после смерти которой не обновлялось.

## История
В 1895 году в письме Первому чтецу Материнской церкви в Бостоне Эдди писала, что ввиду некоторых обстоятельств, требующих немедленной реакции, она работает над уставом для своей церкви. Главной задачей было обеспечить будущую стабильность молодой религии, в том числе улучшить её структуру и органы управления, предотвратить потенциальный авторитаризм и борьбу за власть, а также создать механизмы для неизменной передачи учения Христианской науки от одного поколения христианских учёных к другому.
Первое издание Руководства вышло в 1985 году. В последующие годы Эдди постоянно выпускала всё новые и новые ревизии своего свода законов, отвечая на возникающие перед церковью трудности. Многие положения Руководства были продиктованы опытом тех первых десятилетий существования сайентистской церкви Христа. Последнее и текущее издание, 89-е по счёту, увидело свет в 1910 году, спустя две недели после смерти Эдди, и включает последние правки, одобренные лично ею.